# Re:NAME
「Re:NAME」（リ・ネーム）は、大塚愛の楽曲。2013年10月9日にavex traxから彼女の22枚目のシングルとしてリリースされた。
前作「I ♥ ×××」からおよそ3年ぶりとなる新作であり、大塚のデビュー10周年となる2013年の第1弾シングルである。

## CDシングル
CDシングルはCD+DVD盤、初回生産限定盤、通常盤、mu-moショップ限定盤、ファンクラブ限定盤の5種類がリリースされた。CD+DVD盤には「Re:NAME」のビデオクリップおよびメイキング画像が収録されたDVD、初回生産限定盤には撮りおろしフォトや大塚本人の手書きによる歌詞・メッセージの掲載されたブックレット、mu-moショップ限定盤およびファンクラブ限定盤には2012年9月に行われた「LOVE IS BORN 9th Anniversary 2012」のライブ映像を収録したDVDがそれぞれ付属する。
カップリング曲「Hello me」はUULAで配信されているムービーコミック「ホタルノヒカリ」の主題歌となり、UULAでも「Hello me」のショートバージョンのミュージックビデオを独占配信中。

### 収録曲
| 全作詞・作曲: aio。 |                                |              |              |           |      |
| #                   | タイトル                       | 作詞         | 作曲・編曲   | 編曲      | 時間 |
| 1.                  | 「Re:NAME」                    | aio [ 注 1 ] | aio [ 注 1 ] | aio/hiroo | 4:54 |
| 2.                  | 「Hello me」                   | aio [ 注 1 ] | aio [ 注 1 ] | aio/hiroo | 4:14 |
| 3.                  | 「トイレットペーパーブルース」 | aio [ 注 1 ] | aio [ 注 1 ] | 笹路正徳  | 3:37 |
| 4.                  | 「Re:NAME (Instrumental)」     | aio [ 注 1 ] | aio [ 注 1 ] |           | 4:55 |
| 5.                  | 「Hello me (Instrumental)」    | aio [ 注 1 ] | aio [ 注 1 ] |           | 4:08 |
| 合計時間:           | 合計時間:                      | 合計時間:    | 21:50        |           |      |

## 楽曲解説
表題曲の「Re:NAME」は、大塚が出産を経験し今後どうしていくかを考えた時にこの曲でいきたいと思えた曲で、思い入れのある曲と後に述べている。

## タイアップ
Re:NAME
- 日本テレビ系「PON!」2013年9月度エンディングテーマ
- 日本テレビ系「ミュージックドラゴン」2013年9月度オープニングテーマ

Hello me
- UULA「ホタルノヒカリ」主題歌